# Thorsten Valk
Thorsten Valk (* 1972 in Köln) ist ein deutscher Museumsdirektor und Hochschullehrer. Seit 2020 leitet er das LVR-LandesMuseum Bonn für Archäologie, Kunst- und Kulturgeschichte in Bonn.

## Leben
Thorsten Valk wuchs in Köln auf. Von 1992 bis 1997 studierte er die Fächer Germanistik, Geschichte und Philosophie an den Universitäten in Köln und Freiburg. Von 1998 bis 2000 folgte eine literaturwissenschaftliche Promotion an der Albert-Ludwigs-Universität Freiburg mit der Dissertation Melancholie im Werk Goethes. Genese – Symptomatik – Therapie. Die Promotion wurde wie zuvor schon das Studium von der Studienstiftung des deutschen Volkes gefördert. Für seine Dissertation erhielt Valk 2003 den Walter-Witzenmann-Preis der Heidelberger Akademie der Wissenschaften. Von 2001 bis 2007 war Valk als Wissenschaftlicher Assistent am Institut für Neuere Deutsche Literaturgeschichte der Universität Freiburg tätig. Seine Habilitation erfolgte im Dezember 2006.
Von 2007 bis 2020 leitete Valk das Referat Forschung und Bildung der Klassik Stiftung Weimar. Zugleich baute er ab 2010 das internationale Zentrum für Klassikforschung auf, dem seither rund sechzig Wissenschaftlerinnen und Wissenschaftler angehören. Im Jahr 2014 wurde Valk an der Friedrich-Schiller-Universität Jena zum außerplanmäßigen Professor für Neuere Deutsche Literatur ernannt. Gastprofessuren sowie internationale Fellowships führten ihn wiederholt nach Japan (Tokio), China (Peking, Shanghai) und Süd-Korea (Seoul).
Valk initiierte zahlreiche Forschungsprojekte und kuratiert seit 2012 regelmäßig kunst- und kulturgeschichtliche Ausstellungen. Die von ihm verantworteten Ausstellungen „Du bist Faust“ in der Kunsthalle München (2018) sowie „Goethe. Verwandlung der Welt“ in der Bundeskunsthalle Bonn (2019) stießen auf internationale Resonanz. Seit 2020 leitet Valk das LVR-LandesMuseum Bonn für Archäologie, Kunst- und Kulturgeschichte.

## Ämter und Gremien
- Vorstandsvorsitzender der Kunststiftung Hann Trier (seit 2020)[2]
- Vorstandsmitglied der Bürgerstiftung für verfolgte Künste (2020 bis 2024)
- Vorstandsmitglied der internationalen Goethe-Gesellschaft (seit 2011)[3]
- Leiter und Sprecher des Zentrums für Klassikforschung (2010 bis 2020)[4]
- Mitglied im Redaktionskreis der Zeitschrift für Ideengeschichte (2007 bis 2020)[5]

## Kuratierte Ausstellungen
- Dirk Reinartz. Fotografieren, was ist – Rheinisches Landesmuseum für Archäologie, Kunst- und Kulturgeschichte, 16. Mai bis 15. September 2024
- Das Leben des BODI. Eine Forschungsreise ins frühe Mittelalter – Rheinisches Landesmuseum für Archäologie, Kunst- und Kulturgeschichte, 23. März bis 15. Oktober 2023
- Augenlust? Niederländische Stillleben im Detail – Rheinisches Landesmuseum für Archäologie, Kunst- und Kulturgeschichte, 22. September 2022 bis 19. Februar 2023
- Deutschland um 1980. Fotografien aus einem fernen Land – Rheinisches Landesmuseum für Archäologie, Kunst- und Kulturgeschichte, 24. März bis 14. August 2022
- Goethe. Verwandlung der Welt – Bundeskunsthalle Bonn, 17. Mai bis 15. September 2019[6]
- Du bist Faust. Goethes Drama in der Kunst – Kunsthalle München, 23. Februar bis 29. Juli 2018[7]
- Winckelmann. Moderne Antike – Museum Neues Weimar, 7. April bis 2. Juli 2017[8]
- Weimarer Klassik. Kultur des Sinnlichen – Schiller-Museum Weimar, 16. März bis 10. Juni 2012[9]

## Publikationen

### Monografien
- Der junge Goethe. Epoche – Werk – Wirkung. C. H. Beck, München 2012, ISBN 978-3-406-63854-1.
- Literarische Musikästhetik. Eine Diskursgeschichte von 1800 bis 1950. Vittorio Klostermann, Frankfurt am Main 2008, ISBN 978-3-465-03592-3.
- Melancholie im Werk Goethes. Genese – Symptomatik – Therapie. Niemeyer, Tübingen 2002, ISBN 978-3-484-18168-7.

### Ausstellungskataloge (Auswahl)
- mit Jens Bove und Sebastian Lux: Dirk Reinartz. Fotografieren, was ist. Steidl, Göttingen 2024, ISBN 978-3-96999-333-0.
- mit Elke Nieveler und Michael Schmauder: Das Leben des BODI. Eine Forschungsreise ins frühe Mittelalter. Theiss, Darmstadt 2023, ISBN 978-3-8062-4597-4.
- mit Birgit Ulrike Münch und Alexandra Käss: Augenlust? Niederländische Stillleben im Detail. Sandstein, Dresden 2022, ISBN 978-3-95498-709-2.
- mit Jens Bove und Sebastian Lux: Deutschland um 1980. Fotografien aus einem fernen Land. Hirmer, München 2022, ISBN 978-3-7774-3957-0.
- mit Roger Diederen: Du bist Faust. Goethes Drama in der Kunst. Prestel, München/ London/ New York 2018, ISBN 978-3-7913-5718-8.
- mit Sebastian Böhmer, Christiane Holm und Veronika Spinner: Weimarer Klassik. Kultur des Sinnlichen. Deutscher Kunstverlag, Berlin/ München 2012, ISBN 978-3-422-07122-3.

### Sammelbände, Handbücher (Auswahl)
- Die Rede vom Klassischen. Transformationen und Kontinuitäten im 20. Jahrhundert. Wallstein, Göttingen 2020, ISBN 978-3-8353-3541-7.
- mit Ulrike Lorenz: Kult – Kunst – Kapital. Das Nietzsche-Archiv und die Moderne um 1900. Wallstein, Göttingen 2020, ISBN 978-3-8353-3658-2.
- mit Hellmut Seemann: Entwürfe der Moderne. Bauhaus-Ausstellungen 1923–2019. Wallstein, Göttingen 2019, ISBN 978-3-8353-3422-9.
- mit Carsten Rohde und Mathias Mayer: Faust-Handbuch. Konstellationen – Diskurse – Medien. Metzler, Stuttgart 2018, ISBN 978-3-476-02275-2.
- mit Franziska Bomski und Hellmut Seemann: Die Erfindung des Klassischen. Winckelmann-Lektüren in Weimar. Wallstein, Göttingern 2017, ISBN 978-3-8353-3025-2.
- mit Franziska Bomski und Hellmut Seemann: Bild und Bekenntnis. Die Cranach-Werkstatt in Weimar. Wallstein, Göttingen 2015, ISBN 978-3-8353-1643-0.
- mit Albert Meier: Konstellationen der Künste um 1800. Reflexionen – Transformationen – Kombinationen. Wallstein, Göttingen 2015, ISBN 978-3-8353-1121-3.
- Heikle Balancen. Die Weimarer Klassik im Prozess der Moderne. Wallstein, Göttingen 2014, ISBN 978-3-8353-0939-5.
- mit Carsten Rohde: Goethes Liebeslyrik. Semantiken der Leidenschaft um 1800. De Gruyter, Berlin/ Boston 2013, ISBN 978-3-1103-1197-6.
- mit Hellmut Seemann: Prophet des Neuen Stil. Der Architekt und Designer Henry van de Velde. Wallstein, Göttingen 2013, ISBN 978-3-8353-1229-6.
- mit Ernst Osterkamp: Imagination und Evidenz. Transformationen der Antike im ästhetischen Historismus. De Gruyter 2011, Berlin/ Boston 2011, ISBN 978-3-1102-5297-2.
- mit Daniel Fulda: Die Tragödie der Moderne. Gattungsgeschichte – Kulturtheorie – Epochendiagnose. De Gruyter, Berlin/ Boston 2010, ISBN 978-3-1102-3290-5.
- Friedrich Nietzsche und die Literatur der klassischen Moderne. De Gruyter, Berlin/ Boston 2009, ISBN 978-3-1102-1302-7.